# Campionati europei di ciclocross 2022
I Campionati europei di ciclocross 2022, ventesima edizione della competizione, si sono disputati nella Cittadella di Namur (comune di Namur), in Belgio il 5 e 6 novembre 2022.
Sono stati assegnati 6 titoli, validi per le categorie Elite, Under-23 e Juniores sia al maschile che al femminile.

## Eventi
Sabato 5 novembre
- 11:00 Donne Juniors
- 13:15 Uomini Under-23
- 15:00 Donne Elite

Domenica 6 novembre
- 11:00 Uomini Juniors
- 13:15 Donne Under-23
- 15:00 Uomini Elite

## Medagliere
| Pos.   | Nazione     | Oro | Argento | Bronzo | Totale |
| ------ | ----------- | --- | ------- | ------ | ------ |
| 1      | Paesi Bassi | 3   | 2       | 2      | 7      |
| 2      | Belgio      | 2   | 1       | 3      | 6      |
| 3      | Francia     | 1   | 1       | 0      | 2      |
| 4      | Danimarca   | 0   | 1       | 0      | 1      |
| 4      | Italia      | 0   | 1       | 0      | 1      |
| 6      | Ungheria    | 0   | 0       | 1      | 1      |
| Totale | Totale      | 6   | 6       | 6      | 18     |

## Sommario degli eventi
| Eventi            | Oro                           | Tempo    | Argento                                | Tempo | Bronzo                           | Tempo   |
| Uomini            |                               |          |                                        |       |                                  |         |
| Elite dettagli    | Michael Vanthourenhout Belgio | 1h06'47" | Lars van der Haar Paesi Bassi          | a 40" | Laurens Sweeck Belgio            | a 2'17" |
| Under-23 dettagli | Emiel Verstrynge Belgio       | 51'40"   | Thibau Nys Belgio                      | a 6"  | Witse Meeussen Belgio            | a 11"   |
| Junior dettagli   | Léo Bisiaux Francia           | 37'11"   | Daniel Weis Nielsen Danimarca          | a 6"  | Guus van den Eijnden Paesi Bassi | a 19"   |
| Donne             |                               |          |                                        |       |                                  |         |
| Elite dettagli    | Fem van Empel Paesi Bassi     | 50'25"   | Ceylin del Carmen Alvarado Paesi Bassi | a 22" | Kata Blanka Vas Ungheria         | a 36"   |
| Under-23 dettagli | Puck Pieterse Paesi Bassi     | 49'02"   | Line Burquier Francia                  | a 50" | Shirin van Anrooij Paesi Bassi   | a 1'27" |
| Junior dettagli   | Lauren Molengraaf Paesi Bassi | 36'55"   | Valentina Corvi Italia                 | a 3"  | Xaydee Van Sinaey Belgio         | a 14"   |